# Joe Martin Stage Race Women
El Joe Martin Stage Race Women és una cursa femenina de ciclisme d'un dia que es celebra als Estats Units des de l'any 1996. Està integrada dins el calendari femení de l'UCI com a cursa 2.2 a partir del 2015,  quan es va integrar el calendari UCI femení.
Es disputa anualment pels voltants de Fayetteville, Arkansas. La primera vencedora fou la neerlandesa Julie Hudetz. L'edició de 2024 fou cancel·lada per falta de finançament.

## Palmarès
Femení - A partir de 1996
| Any  | Vencedor               | Segon               | Tercer             |         |
| ---- | ---------------------- | ------------------- | ------------------ | ------- |
| 1996 | Julie Hudetz           |                     |                    |         |
| 1997 | Catherine Wahlberg     |                     |                    |         |
| 1998 | Lisa Klein             |                     |                    |         |
| 1999 | Andrea Ratkovic-Bowman |                     |                    |         |
| 2000 | Ary McLauvin           |                     |                    |         |
| 2001 | Anke Erlank            |                     |                    |         |
| 2002 | Lynn Gaggioli          |                     |                    |         |
| 2003 | Lynn Gaggioli          | Sue Palmer-Komar    | Amy Moore          |         |
| 2004 | Lynn Gaggioli          | Kori Seehafer       | Katrina Berger     |         |
| 2005 | Lynn Gaggioli          | Grace Fleury        | Dotsie Bausch      |         |
| 2006 | Erinne Willock         | Alisha Lion         | Dotsie Bausch      |         |
| 2007 | Katharine Carroll      | Alexandra Wrubleski | Katheryn Curi      |         |
| 2008 | Robin Farina           | Catherine Cheatley  | Laura Van Gilder   |         |
| 2009 | Alison Powers          | Katheryn Curi       | Katharine Carroll  |         |
| 2010 | Alison Powers          | Katheryn Curi       | Amanda Miller      |         |
| 2011 | Janel Holcomb          | Megan Guarnier      | Lex Albrecht       |         |
| 2012 | Jade Wilcoxson         | Carmen Small        | Kathryn Donovan    |         |
| 2013 | Claudia Häusler        | Alison Powers       | Lauren Stephens    |         |
| 2014 | Lauren Stephens        | Laura Brown         | Joanne Kiesanowski |         |
| 2015 | Lauren Stephens        | Scotti Lechuga      | Amber Neben        |         |
| 2016 | Coryn Rivera           | Linda Villumsen     | Lauren Stephens    |         |
| 2017 | Ruth Winder            | Lauren Stephens     | Claire Rose        |         |
| 2018 | Katie Hall             | Sara Bergen         | Leah Thomas        |         |
| 2019 | Chloé Dygert           | Shannon Malseed     | Sara Bergen        |         |
| 2020 | suspesa                | suspesa             | suspesa            | suspesa |
| 2021 | Skylar Schneider       | Veronica Ewers      | Heidi Franz        |         |
| 2022 | Emma Langley           | Austin Killips      | Heidi Franz        |         |
| 2023 | Lauren Stephens        | Emily Ehrlich       | Emilie Fortin      |         |
| 2024 | suspesa                | suspesa             | suspesa            | suspesa |